# Aplosonyx parvula
Aplosonyx parvula là một loài bọ cánh cứng trong họ Chrysomelidae. Loài này được Jacoby miêu tả khoa học năm 1886.